# Повстання Праєйра
Повстання Праєйра (порт. Revolta Praieira, Insurreição Praieira, Revolução Praieira або просто Praieira, дослівно «повстання мешканців узбережжя») — ліберальний сепаратистський рух у бразильській провінції Пернамбуку у період з 1848 по 1850 (або 1852) роки. Повстання відбулося під впливом численних революцій в Європі того часу та мало в основі конфлікт панівних класів у період регентства та супротив місцевої аристократії консолідації Бразильської імперії. Рух відбувся під керівництвом Ліберальної партії Пернамбуку проти керівничих консерваторів.